# 坎波埃爾莫索
坎波埃爾莫索是哥倫比亞的城鎮，位於該國東北部，由博亞卡省負責管轄，始建於1602年，面積302平方公里，海拔高度898米，主要經濟活動有畜牧業、農業和手工藝，2005年人口3,949。
5°05′N 73°00′W / 5.083°N 73.000°W